# Історія Республіки Саха

## Доісторичний і доросійський періоди

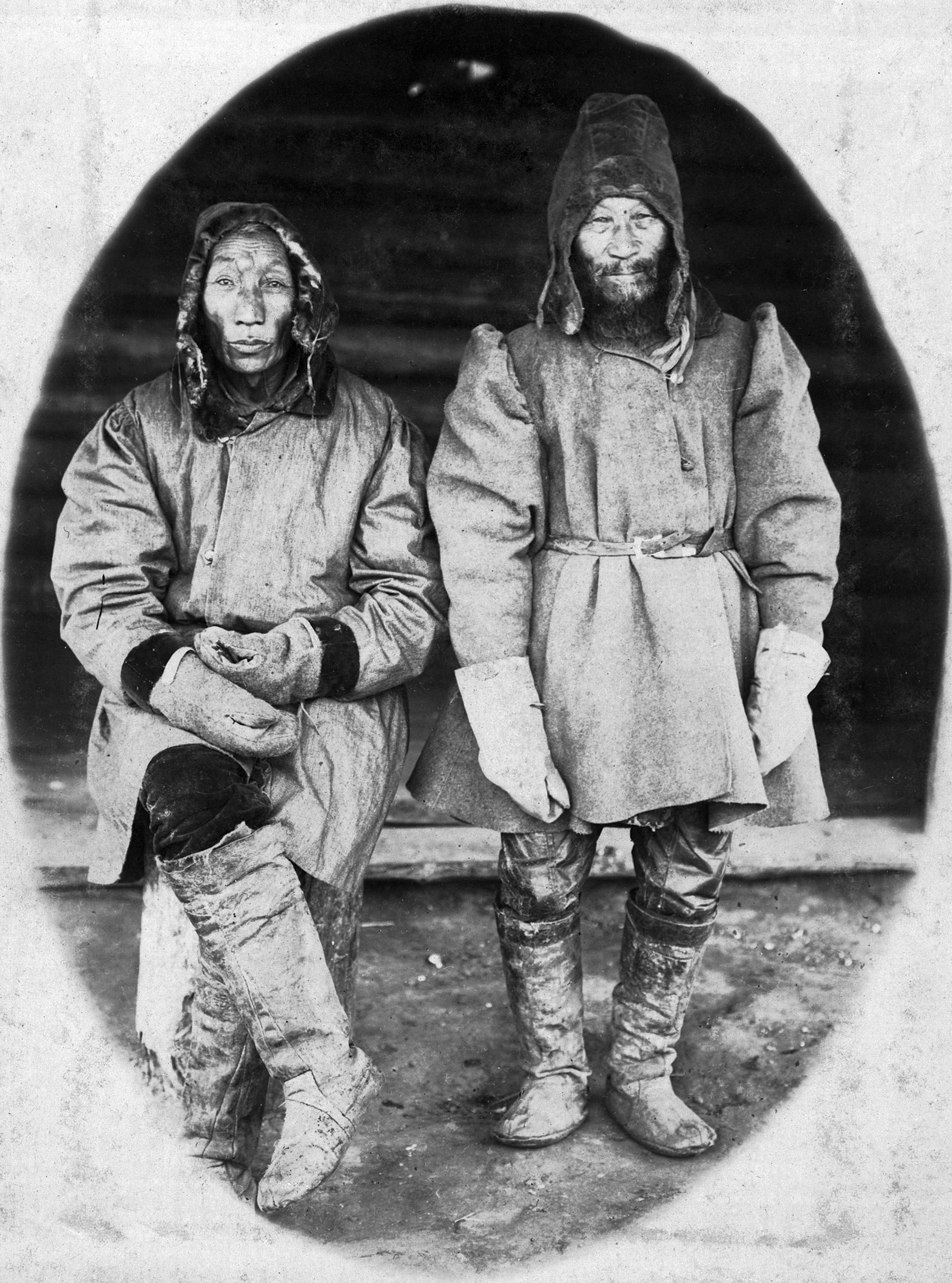
Якути-мисливці. Кінець XIX-початок XX століття.

Людина заселила територію сучасної Якутії в глибоку давнину. Археологи встановили, що давня людина заселила Якутію вже в ранньому палеоліті[джерело?]. Артефакти аллалаївської культури[прояснити] середнього палеоліту на північному боці острова Столбовий мають орієнтовний вік 250—200 тис. років.
Фрагмент лопатки мамонта зі стоянки Мунгхарима I на річці Мунгхарима (притока Вілюя) датується радіовуглецевим методом (СОАН-6361) віком >41310 років. Кварцитові вироби стародавнього і середнього палеоліту і крем'яні та халцедонові вироби пізнього палеоліту зі стоянки Мунгхарима II могли бути змішані через схилові процеси і перевідкладені у відкладах стоянки Мунгхарима I. За матеріалами стоянки виділено середньопалеолітичну протодюктайську кизилсирську культуру. До найвідоміших і добре вивчених стоянок в Якутії належить стоянка Диринг-Юрях дирингської культури (знахідки якутських археологів під керівництвом Ю. О. Мочанова), розташована в середній течії ріки Лени.
До стоянок раннього етапу верхнього палеоліту відносяться Ежанци, Ихинє 2, Усть-Міль і стоянка Бунге-Толля/1885 (45 тис. р.) на Яні, місцезнаходження Буор-Хая/Орто-Стан (27 тис. р.) на півострові Буор-Хая. На стоянці Бунге-Толля/1885 (BT-1885, Yunigen Creek у долині Яни) виявили плечову кістку плейстоценового вовка з прижиттєвим пошкодженням від якогось знаряддя, можливо, списа. Тварина жила й далі після травми. Радіовуглецевий вік знахідки — 47 тис. років.
Пізньопалеолітична Янська стоянка (Yana RHS) датується віком ~31,6 тис. р. Обидва людських зразки (Ancient North Siberians, ANS) з Янської стоянки належать до Y-хромосомної гаплогрупи P1 (предкової для Y-хромосомних гаплогруп Q і R) та мітохондріальної гаплогрупи U2.
20 тис. років тому, коли Котельний був не островом, а з'єднувався з материком, люди розібрали мамонта Павлова.
На озері Нікіта за 40 км від ділянки Уріз-22 (MKR/U22, 71° 42' пн. ш.) в долині річки Максунуоха на південь від півострова Широкостан на ділянці NKL (~13,800-13,600 років) в ребрі мамонта виявлено фрагмент кам'яного інструменту. Вік Уріз-22 можна оцінити часовим інтервалом від 14 900 до 13 900 років.
Опорний розріз верхньоплейстоценових відкладів Колимської низовини Дуванний Яр лежить у крутому вигині на правому березі Колими за 35—43 км нижче гирла Омолона. У зразка Колима-1 зі стоянки Дуванний Яр (9769 років до теперішнього часу) визначено Y-хромосомну гаплогрупу Q1a1a-F745>M120 і мітохондріальну гаплогрупу G1b. Генофонд популяції палеосибірців з Дуванного Яру складався з двох компонентів — східно-азійського і стародавнього північносибірського (Ancient North Siberians, ANS), близького до виявленого у представників Янської стоянки і стоянки Мальта в Прибайкаллі. Змішання східно-азійської і стародавньої північносибірської популяцій призвело до виникнення палеосибірської популяції і предків корінних американців, які згодом заселили Америку.
10 000 років тому прийшла інша група людей, витіснивши палеосибірську. Ця група значно більше схожа на сьогоднішніх китайців, японців і корейців.
На острові Жохова люди жили 9 тис. років тому. У мешканців Жоховської стоянки визначено мітохондріальну гаплогрупу K і, ймовірно, визначено мітохондріальні гаплогрупи W і V. Вони розводили собак і привозили обсидіан з берегів озера Червоне на Чукотці.
Починаючи з середини I тисячоліття н. е., на території Якутії з'явилися предки евенів і евенків. Просуванню давніх тунгусомовних мисливців і оленярів із Забайкалля і Приамур'я на північ дала поштовх поява у Східному Сибіру племен тюркомовних скотарів. До XIII століття тунгуські племена розселилися на Середній Лені, Вілюї, Олекмі. Прихід предків якутів у Ленський край змусив їх відійти на захід і схід від Лени. Частина тунгуських родів, витіснена до Охотського моря, розселилася по басейну Колими, Індигірки і Яни. Змішавшись із юкагірами і коряками, вони утворили новий народ — евенів.
Найбільший із корінних народів республіки, який дав їй назву — якути — (самоназва саха) займають досить своєрідне становище, яке характеризується особливостями мови, традиційної культури і фізичного вигляду. Більшість науковців вважає, що в XII—XIV століттях якути кількома хвилями мігрували з області озера Байкал у басейн Лени, Алдана і Вілюя, де вони частково асимілювали, а частково витіснили евенків (тунгусів) і юкагірів (одулів), які жили тут раніше.
Вважається, що етнос у період свого формування пристосовується до певного ландшафту. З цієї точки зору, якути як народність сформувалися в басейні Середньої Лени, тобто на території Центральної Якутії. Тут відбулося остаточне формування народу на основі змішування прийшлих тюркомовних племен з місцевими палеоазійськими родами, а також із прийшлими монголомовними хорінцями й тунгусами.
Поширення скотарства внесло значні зміни в господарське життя регіону. Предки якутів зуміли зберегти і розвинути конярсько-скотарську структуру свого господарства в екстремальних умовах Півночі (якутська корова), принесли в регіон ремісниче виробництво (ковальське, ювелірне, гончарне тощо), будівництво жител постійного типу. Вже до початку XVII століття якутські роди жили в басейнах Індигірки та Яни, просунувши в арктичні райони Якутії культуру розведення великої рогатої худоби і табунного конярства. Паралельно йшло формування особливої етнографічної групи північних якутів-оленярів, які перейняли від місцевих тунгуських і юкагірських племен способи ведення господарства в умовах тундри і лісотундри.
У якутських переказах XVII століття визначається епохою Тигина і тигинідів. Академік О. П. Окладниковназивав його «якутським царем». «Фігура Тигина, — писав О. П. Окладников у першому томі „Історії Якутії“, — мудрого старця, владики і грізного воїна, обранця самого Улуу Тойона, яким уявляли його одноплемінці, вже за життя зливалася на цьому тлі з величними образами епічних богатирів і божеств… Нарешті й сама загибель Тигина пов'язана з найбільшим історичним переломом у житті якутів, появою росіян на півночі і змальована у величних рисах епічної драми».

## Якутія у складі Російської держави

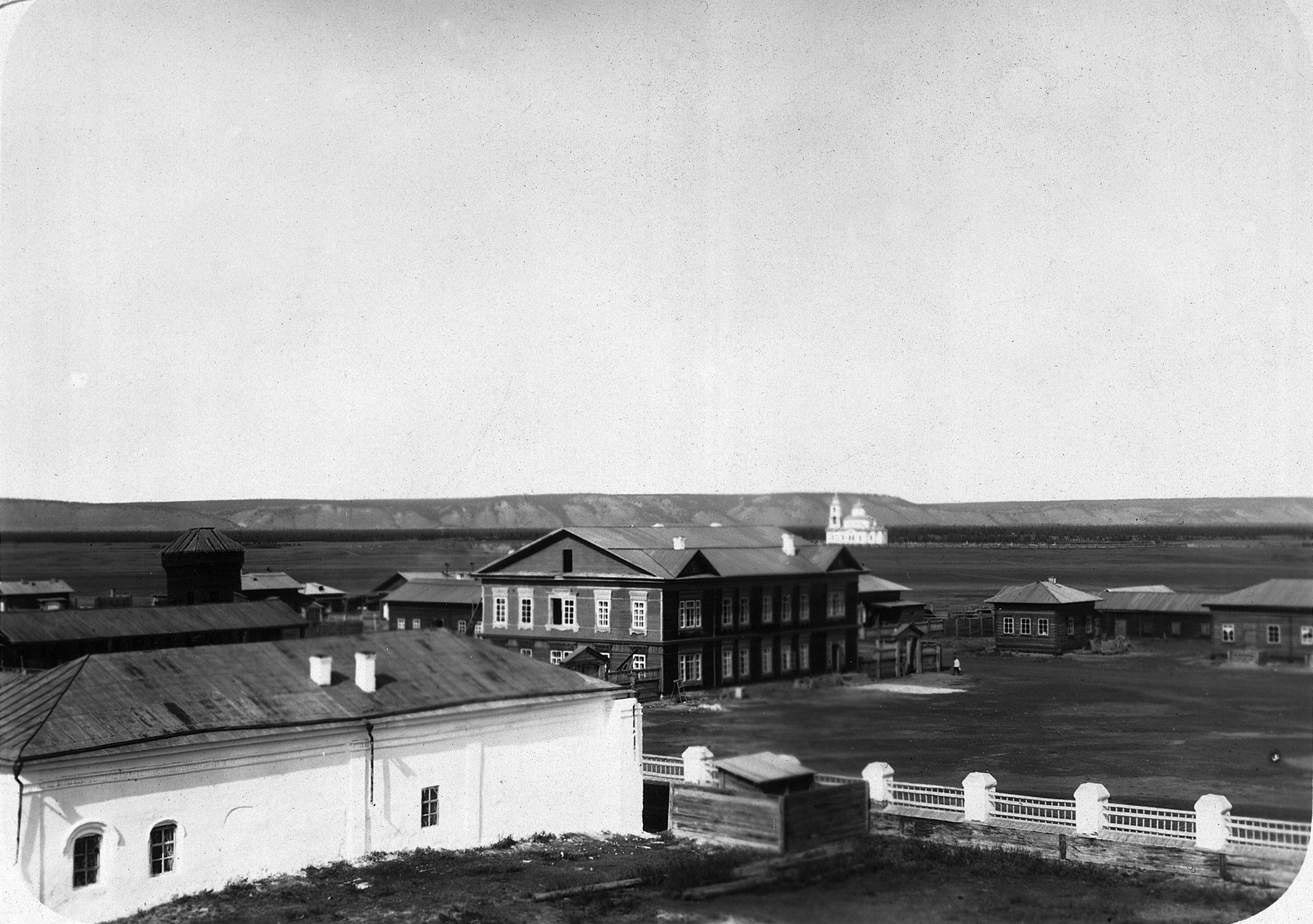
Якутськ, будівля обласного правління і козацтва, кінець XIX століття.

Першими з росіян у Якутію проникли 1623 року козаки Пянди, спустившись на стругах по річці Лені. 1632 року інший козак Петро Бекетов заснував на території Якутії перше російське місто Ленський острог, назване пізніше Якутськом. Ця дата вважається датою входження Якутії до складу Російської держави. У січні 1634 року великий загін (до 1000 якутів) обложив Якутський острог, де перебували близько 200 козаків, але останні відбили атаки, і якути незабаром припинили напади, але ще довго чинили опір або відходили у віддалені райони. 1638 року утворено Якутське воєводство.
З діяльністю православного духовенства пов'язані просвіта народів Якутії, поява літератури національними мовами, поглиблення процесів міжетнічних взаємодій.[джерело?]
Російські селяни-переселенці поклали початок північному землеробству, залучаючи до нього північні народи.[джерело?]
1646 року якутські ватажки звернулися до воєводи В. М. Пушкіна з проханням поїхати в Москву до царя для покращення життя в їхньому регіоні. Але ця поїздка відбулася тільки в грудні 1676 року, коли вони нарешті прибули в Москву. Делегація складалася з трьох князців: Нохто Нікіна, Мазари Бозекова і Трека Осюркаєва з їхніми «кашоварами». Їх урочисто прийняв цар Федір Олексійович. Результати були загалом позитивні.
Окремою сторінкою в історії Якутії є заслання. Заслання почалося ще з 1640-х років. На початку більшість засилали «в оранку», «в службу», «в посад». Починаючи від XIX століття якутське заслання здебільшого стає політичним. На засланні в Якутії побували декабристи, учасники польського повстання 1863 року, народники, соціал-демократи. Іменами багатьох з них названо вулиці міст і селищ Якутії. У верхів'ях Вілюя відбував заслання М. Г. Чернишевський; його іменем нині названо селище в Мирнинському улусі.
31 жовтня 1857 року до складу Приморської області з Якутської області передано Удський (Охотський) край.
У 1916 році Якутія уникла указу імператора Миколи II від 25 червня 1916 року про «реквізицію інородців» у віці від 19 до 43 років включно на тилові роботи в прифронтових районах першої світової війни. На виконання цього указу 30 червня 1916 року штаб Іркутської місцевої бригади зажадав від якутського повітового військового начальника Н. Д. Попова набрати «бродячих і всіх, що мешкають у… Верхоянському, Середньоколимському, Вілюйському округах Якутської області» у віці від 19 років до 31 року. Попов повідомив, що приблизно буде призвано близько 20 тисяч інородців. Їх мали відправити 19 партіями пароплавами від 24 липня до 24 серпня, але 17 липня 1916 року якутський губернатор де Вітте повідомив, що «призов інородців Якутської області на роботи в тилу діючої армії скасований». Відмова від мобілізації якутів відбулася завдяки клопотанням Ленського золотопромислового товариства.

## Якутія в роки Громадянської війни
Після Жовтневої революції антибільшовицькі сили Якутії створили Комітет захисту революції, що виступав на підтримку ідеї скликання Установчих зборів. 1 липня 1918 року червоногвардійський загін А. С. Ридзинського зайняв Якутськ. У місті створили виконком Ради робітничих депутатів, на чолі з М. К. Аммосовим. Органи радянської влади також утворили в місті Вілюйську, Нюрбинському, Сунтарському та інших улусах. У листопаді 1918 року радянську владу ліквідували і Якутія потрапила під владу уряду Колчака. Внаслідок розгрому білогвардійських військ у Сибіру наприкінці 1919 — на початку 1920 в Якутії відновлено радянську владу.
У вересні 1921 року в Якутії спалахнуло антирадянське повстання. Повстанці звернулися по допомогу до російських емігрантських кіл у Харбіні, звідки їм на допомогу послали великий білогвардійський загін. У березні 1922 року в Чурапчі створено Тимчасове якутське обласне народне управління. Повстанці обложили Якутськ. 27 квітня 1922 року більшовики створили Якутську Автономну Радянську Соціалістичну Республіку (ЯАРСР) у складі РРФСР. Влітку повстанців вибили з центральних улусів Якутії, однак вони чинили опір ще близько року й лише в червні 1923-го Якутія повністю перейшла під контроль радянської влади.

## Якутська АРСР
1924 року в Якутії почалося повстання, викликане невиправданими діями місцевої влади: закриттям портів для іноземної торгівлі, обмеженням торгівлі, перебоями з завезенням товарів з материка, конфіскацією оленів у приватних власників, вилученням великих пасовищ під промислові новобудови. 1925 року повсталі уклали перемир'я з радянською владою і склали зброю.
Однак 1927 року почалося нове повстання під керівництвом Павла Ксенофонтова. Після його придушення 1928 року розстріляно 128 осіб, 130 дістали різні тюремні терміни, частина з них не були пов'язані з повстанням. Серед репресованих — визначні представники інтелігенції, які нічого не знали про повстання або навіть засуджували його.
Радянський період історії Якутії пов'язаний з широкомасштабним промисловим освоєнням природних багатств, початок якому поклала розробка в 1920-ті роки золотоносних алданських родовищ. У 1930-ті роки почалася експлуатація Північного морського шляху, в гирлі річки Лена побудовано морський порт Тіксі; судноплавні й повітряні траси зв'язали раніше важкодоступні райони республіки. У 1950-ті роки з відкриттям алмазоносних родовищ на заході республіки створено потужну алмазодобувну промислову інфраструктуру.

## Республіка Саха (Якутія)
Новий етап в історії Якутії розпочався 27 вересня 1990 року, коли за активної підтримки населення республіки проголошено Декларацію про державний суверенітет. У жовтні 1991 року засновано пост президента республіки. Першим президентом у грудні 1991 року став Михайло Ніколаєв. Тоді ж змінено назву республіки на Республіка Саха (Якутія).
Від початку 1990-х років у республіці здійснювався перехід до ринкової економіки в руслі загальноросійських процесів. Внаслідок поділу власності, лібералізації цін, приватизації підприємств відбулися кардинальні зміни в соціально-економічному устрої і виробничих відносинах. Нині розвиток економіки республіки дедалі більше визначається різними формами власності, впливом ринкових регуляторів, упровадженням ринкових механізмів.
На початку 1990-х років ухвалено нормативні акти, що відіграли велику роль у житті республіки:
- Постанова Ради міністрів РРФСР від 23 жовтня 1990 року № 603 «Про розширення самостійності Якутської-Саха РСР у вирішенні соціально-економічних проблем в умовах переходу до ринкових відносин»;
- Декларація про державний суверенітет республіки;
- Конституція Республіки Саха (Якутія);
- Федеративний договір, економічна угода та Угода щодо розмежування власності;
- Указ Президента РРФСР № 277 від 11 грудня 1991 року «Про повноваження Якутської-Саха РСР у розпоряджанні природними ресурсами республіки».